# Молдовська височина
Молдо́вська височина́ (рум. Podişul Moldovei) — географічна область історичного регіону Молдова, що охоплює нині схід і північний схід Румунії, більшу частину Молдови (крім півдня) та більшу частину Чернівецької області України (де вона відома як Покутсько-Бессарабська височина). 
Довжина із північного заходу на південний схід близько 300 км, висоти до 564 м (у межах Бирладського плато). 

## Межі

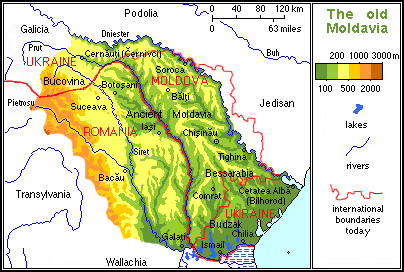
Давнє Молдавське князівство охоплювало все Молдавське плато та деякі сусідні геоморфологічні одиниці, такі як Молдавсько-Мунтенські Карпати

Молдавське плато обмежене (за годинниковою стрілкою) наступним чином.
- На заході межує зі Східними Карпатами.
- На північ і північний схід охоплює Подільське плато.
- На сході і південному сході межує із Причорноморською низовиною, через яку на схід простягається Причорноморська рівнина, частина Євразійського степу, а на південь у напрямку до Чорного моря — Буджацька рівнина, з них 3210 км² у Молдові.
- На півдні Нижньодунайська низовина і Бараганська рівнина[en].
- На південному заході пагорбами Вранча, частиною Кривого Прикарпаття[en].

Молдавське плато займає понад дві третини території середньовічного Молдавського князівства, а решту становлять Східні Карпати та Буджацька рівнина. 
Від нього і походить назва плато. 
Цю географічну територію (включно зі Східними Карпатами та Побужжям) також називають (особливо історики) Карпато-Дністровсько-Понтійським регіоном, або Карпато-Дністровським регіоном, оскільки він обмежений Карпатами на заході, річкою Дністер на півночі та сході та Чорним морем ( Понт Евксинський ) і Дунаєм на південному сході та півдні.

## Геологія
Складена вапняками, пісковиками і глинами неогену. Складається з ізольованих пасм пагорбів із плоскими міжріччями і крутими схилами, глибоко розчленованими ярами і притоками річок Прут, Сірет і Бирлад. Складовою частиною Молдовської височини є Дністровські пагорби.
Молдовське плато утворилося наприкінці неогену через відкладення на Східноєвропейській платформі. 
Згодом осілі відкладення, які приносилися річками з Карпатських гір, надали  плато його сучасного вигляду. 
Матеріали, з яких утворилися відкладення, це гравій і пісок. 
Затвердівши, вони утворили пісковики. 
По всьому плато останні вкраплені глинами або бедлендами. 

Нахил місцевості повторює напрямок річок: з північного заходу на південний схід. 
Уздовж них висота зменшується від 700 м НРМ до менше 200 м НРМ. 
Страти розташовані у вирівняних шарах з півночі на південь і з північного заходу на південний схід, утворюючи асиметричні долини та хребти. 
Серед останніх є крутий край Бирладського плато (Ясський хребет), Кодри та Дністровські пагорби.
Рельєф в долинах річок і струмків досить помітний, так що долини мають великі тераси і пагорби. 
Серет, має розгалуження на півночі від долини Молдови, долина Сучави відсікає основну частину плато від Молдавського Прикарпаття. 
Прут розрізає плато навпіл у напрямку з півночі на південь. 
Дністер відмежовує її від Подільської височини та Причорноморської рівнини. 
Реут відділяє основну частину Молдавського плато від Дністровської височини.

## Складові
Складові височини:
- Буковинське Прикарпаття — на північному-заході.
- Молдовське Прикарпаття[en] — на заході та південному заході має висоту до 1000 м, але також має западини.
- Сучавське плато — північний захід.
- Північномолдовське плато — північний схід.
- Молдовська рівнина — приблизно центр має висоту приблизно 200 м.
  - Рівнина Жижія[en], на захід від річки Прут.
  - Долина Середнього Пруту, на схід від річки Прут, площею 2930 км².
  - Бельцький степ, на схід від річки Прут, притоки Дністра, площею 1920 км².
- Центральномолдовське плато — південний схід.
- Бирладське плато — південний захід.
- Буджацький степ, продовження Понтійсько-Каспійського степу.

## Клімат
Клімат помірно континентальний, опадів 600—700 мм на рік на півночі і 400—500 мм на півдні. Рослинність переважно лісостепова. На міжріччях збереглися ліси — букові на півночі, дубові з домішкою граба на півдні. Значна частина височини обробляється (лани пшениці і кукурудзи, сади, виноградники).